# Karl Sigmund
Karl Sigmund (né le 26 juillet 1945 à Gars am Kamp) est un mathématicien autrichien travaillant en théorie évolutive des jeux. Il est professeur de mathématiques à l'Université de Vienne.

## Carrière
Karl Sigmund est élève au Lycée français de Vienne. De 1963 à 1968, il étudie à l'Institut de mathématiques de l'université de Vienne et obtient son doctorat sous la direction de Leopold Schmetterer en 1968 avec une thèse intitulée « Über Verteilungsmaße von Maßfolgen auf lokalkompakten Gruppen ». Il passe des années postdoctorales (de 1968 à 1973) à l'Université de Manchester (1968-1969), à l'Institut des hautes études scientifiques de Bures-sur-Yvette (1969-1970), à l'Université hébraïque de Jérusalem de Jérusalem (1970-1971), l'Université de Vienne (1971-1972) et à l'Académie autrichienne des sciences (1972-1973). En 1972, il soutient son habilitation universitaire. En 1973, Sigmund est nommé professeur de classe C3 à l'Université de Göttingen et, de 1974 à 2013, il est professeur titulaire à l'Institut de mathématiques de l'université de Vienne. Depuis 1984, Sigmund travaille également comme scientifique à temps partiel à l'Institut international d'analyse des systèmes appliqués (IIASA) à Laxenburg, en Basse-Autriche.

## Activités
Karl Sigmund travaille d'abord en théorie ergodique et les systèmes dynamiques. À partir de 1977, Sigmund s'intéresse à la biomathématique et collabore avec Peter Schuster et Josef Hofbauer sur l'écologie mathématique, la cinétique chimique et la génétique des populations et  à la dynamique des jeux évolutifs et des équations réplicatrices. En collaboration avec Martin Nowak, Christoph Hauert et Hannelore Brandt, il travaille sur des approches, par jeux dynamiques, de questions liées à l'évolution de la coopération dans les populations biologiques et humaines.
Sigmund s'intéresse à l'histoire des mathématiques et en particulier au Cercle de Vienne. Il coédite les ouvrages mathématiques de Hans Hahn et Karl Menger ; il organise en 2001 une exposition sur l'exode des mathématiciens autrichiens fuyant le Nazisme, et en 2006 une exposition sur Kurt Gödel. 
Sigmund donne une conférence lors du Inaugural Remembering Menger event en 2007 à l'Institut de technologie de l'Illinois.

## Honneurs et reconnaissance
Sigmund est rédacteur en chef des Monatshefte für Mathematik de 1991 à 2001, vice-président (1995-1997) et président (1997-2001) de la Société mathématique autrichienne. Il est membre correspondant (en 1996) et membre ordinaire (depuis 1999) de l'Académie autrichienne des sciences, et membre de la Leopoldina (depuis 2003). Il donne une conférence plénière au congrès international des mathématiciens de Berlin en 1998. Il est lauréat de la conférence Gauss en 2003.
En 2010, il est fait docteur honoris causa de l'Université d'Helsinki. En 2012, il reçoit le prix Isaacs de la Société internationale de jeux dynamiques.
Il est lauréat de la  médaille Blaise Pascal de l'Académie européenne des sciences en 2011.

## Livres
- [1976] avec Manfred Denker et Christian Grillenberger, Ergodic Theory on Compact Spaces, Springer Verlag, coll. « Lecture Notes in Math. » (no 527), 1976, iv + 360[3]
- [1993] Games of Life: Explorations in Ecology, Evolution, and Behaviour, Oxford University Press, 1993, iv + 360 (ISBN 0-19-854665-3)[4]. — Dover Publications, 2012, mis à jour en 2017.
- [1998] avec Josef Hofbauer, Evolutionary games and population dynamics, Cambridge University Press, 1998, xxvii + 323 (zbMATH 0914.90287)
- [2006] avec John Dawson et Kurt Mühlberger, Kurt Gödel: Das Album - The Album, Vieweg, distributed by the American Mathematical Society, 2006, 225 p. (ISBN 978-3-8348-0173-9)[5].
- [2010] The Calculus of Selfishness, 2010, 225 p. (ISBN 978-3-8348-0173-9)[6], [7]. — Réimpression en 2017 dans les « Princeton Series in Theoretical and Computational Biology ». Princeton University Press
- [2017] Exact thinking in demented times. The Vienna Circle and the epic quest for the foundations of science : Revised edition of the German original  (préf. Douglas Hofstadter), New York, Basic Books, 2017, xviii + 449 (ISBN 978-0-465-09695-4, zbMATH 1404.03003)
- [2018] Sie nannten sich Der Wiener Kreis. Exaktes Denken am Rand des Untergangs : Deuxième édition, révisée et augmentée  (postface Douglas Hofstadter), New York, Wiesbaden, 2018, vii + 379 (ISBN 978-3-658-18021-8, zbMATH 1411.03002)